# انوت
شهر انوت (به فرانسوی: Hannut) در شهرستان ورم (بلژیک) در استان لیئژ در منطقه فدرال والوون در کشور بلژیک واقع شده‌است.